# 2019冠狀病毒病澳門疫情防疫及醫療安排
2019冠狀病毒病澳門疫情相關防疫及醫療安排，介紹在2019冠狀病毒病澳門疫情中，在澳門對應疫情所作出的防疫及醫療安排，其中包括新聞發佈及防疫宣傳、出入境防疫安排、保障口罩供應、病毒核酸檢測安排等。

## 新聞發佈及防疫宣傳
為了能即時對外公佈澳門的疫情發展，以及對外宣傳防疫措施。除了原有的消息發放渠道外，澳門政府亦為這次的疫情新增了多個消息發佈方式。亦為應對虛假消息，新增二個專門澄清虛假消息的電子平台。相關平台及措施如下：

### 電子平台
- 澳門特別行政區政府入口網站（页面存档备份，存于）
- 新聞局公眾網站（页面存档备份，存于）
- 新聞局Facebook專頁（页面存档备份，存于）
- 政府新聞手機應用程式《澳門政府新聞》
- 新型冠狀病毒感染應變和協調中心抗疫專頁
- 新型冠狀病毒感染應變協調中心訊息發佈Facebook專頁（页面存档备份，存于）
- 新聞局電報群(Telegram) 的“新型冠狀病毒疫情頻道（页面存档备份，存于）”

以下為專門澄清虛假消息的電子平台
- 新型冠狀病毒疫情澄清專題新聞網頁（页面存档备份，存于）
- 新型冠狀病毒疫情澄清電報群（页面存档备份，存于）

### 記者會
新型冠狀病毒感染應變協調中心於每日下午五點會舉行記者會，公佈最新的疫情和防疫措施。並於新聞局Facebook專頁（页面存档备份，存于）和新型冠狀病毒感染應變協調中心訊息發佈Facebook專頁（页面存档备份，存于）上進行直播。政府於5月23日記者會上宣佈記者會將會改為星期一、三、五或有需要時舉行。政府於8月17日記者會上宣佈記者會將會改為星期一、四舉行。由10月起，記者會正式改為逢星期一舉行。
2021年6月8日起，應變協調中心因應廣東爆發群聚感染，新聞發佈會改為星期一、三、五舉行。2021年6月9日更宣佈由當日起改為星期一至五舉行。
2021年6月18日，應變協調中心宣佈新聞發佈會改為星期一、四舉行。
2021年7月29日起，應變協調中心因應南京祿口國際機場聚集性疫情感染擴大到多個省市，加上鄰近地區均有確診或無症狀感染者，當局宣佈新聞發佈會由逢星期五舉行改為逢星期一至五舉行。8月3日至18日更改為每天舉行，其後改為逢周一、三、五舉行，之後再改為逢周五舉行。
2021年9月24日，因應澳門出現多宗2021年澳門2019冠狀病毒病聚集性疫情本地確診個案，應變協調中心記者會一度改為每天舉行，直至10月18日改為周一、四舉行，其後於10月25日改為逢周四舉行。
2022年6月19日，因應澳門出現多宗2022年澳門2019冠狀病毒病聚集性疫情本地確診個案，應變協調中心記者會一度改為每天舉行，直至8月6日起宣佈改為周一、四舉行。8月11日起宣佈改為逢周四舉行。
2022年9月26日，新型冠狀病毒感染應變協調中心表示，因應疫情穩定，已進入防疫常態化階段，每周四例行疫情新聞發佈會從該星期起暫停。

### 語音廣播
澳門政府於2020年2月6日起利用宣傳廣播車和街上廣播裝置定時發出呼籲，每天早上10時至晚上8時，每2小時廣播一次；後來改為了加大宣傳力度，由2020年2月11日起改為每小時廣播一次。 2022年6月大規模疫情期間亦利用宣傳廣播車和街上廣播裝置定時發出呼籲，直至7月23日為止。

### 防疫新口號
- 2020年2月上旬：「特區政府強烈呼籲：防疫工作已到了關鍵時刻，請留家，勿聚集，同防疫。」
- 2020年2月中旬：「特區政府強烈警告：為人為己，減少出門，避免聚集，戴好口罩，記得洗手。」
- 2020年3月起：「特區政府呼籲：必須堅持，避免聚集，記得洗手，戴好口罩，健康聲明，減少出境。」
- 2020年4月起：「特區政府呼籲：必須堅持，記得洗手，戴好口罩，避免聚集，保持距離，健康聲明，減少出境。」
- 2020年7月起：「特區政府呼籲：防疫常態化，洗手戴口罩，保持距離勿聚集，通關轉換健康碼，離境不出大灣區。」
- 2020年7月29日起：「特區政府呼籲：防疫常態化，洗手戴口罩，保持距離勿聚集，通關轉換健康碼，離境不出廣東省。」
- 2020年8月12日起：「特區政府呼籲：防疫常態化，堅持不鬆懈，洗手戴口罩，保持距離勿聚集，慎防前功盡廢。」
- 2021年4月上旬起：「特區政府呼籲：常態抗疫需堅持，齊打疫苗保安康，保持距離勿聚集，記得洗手戴口罩。」
- 2021年10月5日至19日：「特區政府強烈呼籲：配合防疫，留在家中，避免聚集，戴好口罩，消毒雙手，1米距離。」
- 2022年6月中旬至8月上旬：“特區政府呼籲：核檢之前做快測，陽性全家不外出。前往核檢勿跨區，排隊1米必須做。戴好口罩勤洗手，避免聚集防感染。”

## 出入境防疫安排

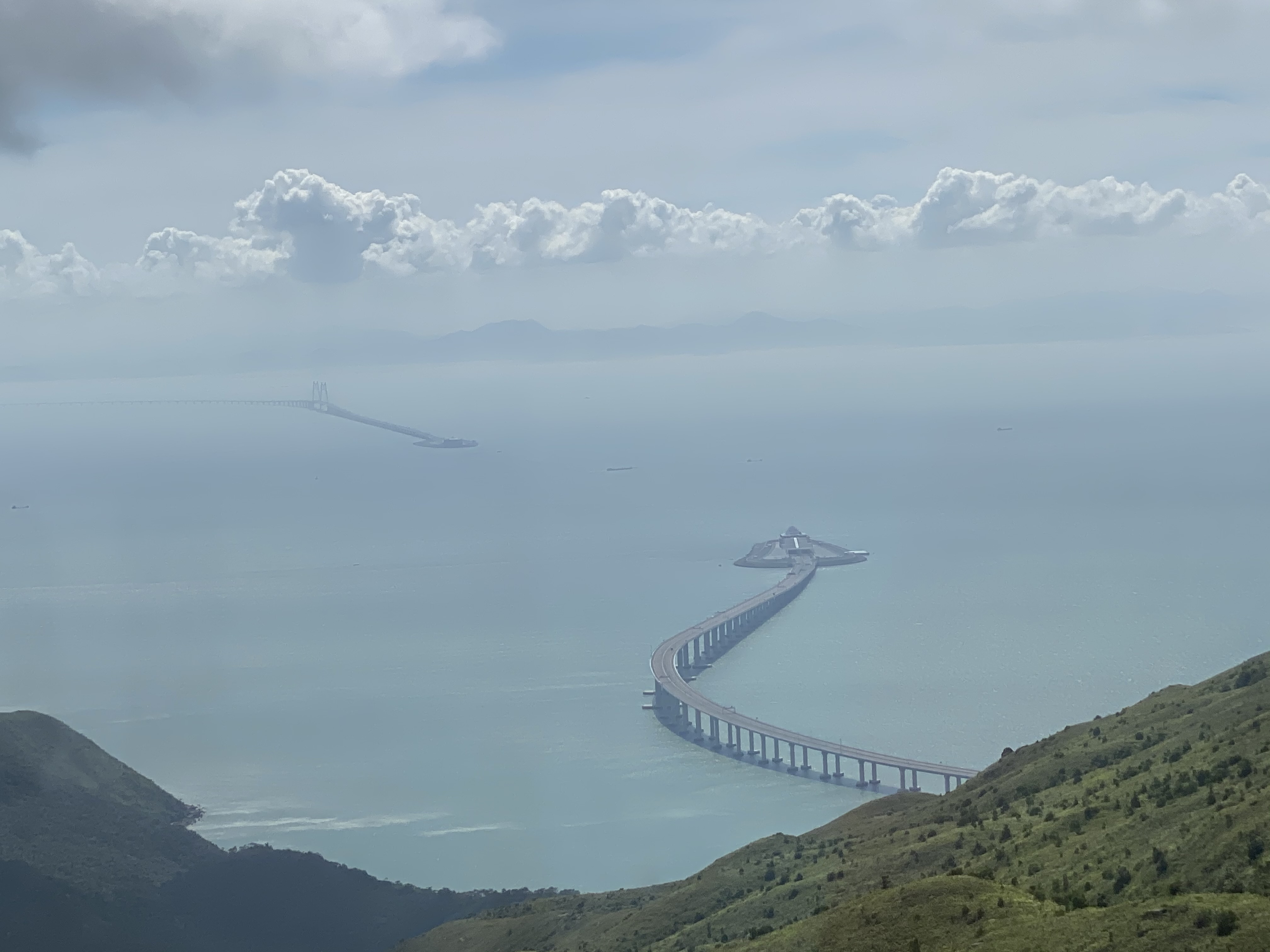
6月份，中港澳三地仍實行邊境管控措施，途經港珠澳大橋的車流量稀疏

- 體温篩查：於1月1日起，在澳門國際機場對來自武漢航班的乘客進行體溫篩查。1月4日擴大為所有口岸。[7]
- 健康申報：於1月2日起，要求來自武漢航班的乘客填寫健康申報表。1月23日擴大為所有口岸所有入境人士。[7] 5月3日上午9時起，由澳門健康碼取代。
- 入境醫學檢查：於2月20日起，對來自高發地區的入境旅客以及每天內多次不正常往返珠澳的澳門居民進行醫學檢查[8]
  - 2月20日，中國內地的廣東省、河南省、浙江省、上海市、北京市，重慶市列為疫情高發地區。[9]
  - 2月23日，韓國列為疫情高發地區[10]。於2月25日改為醫學觀察式的強制隔離。
  - 3月8日，德國、法國、西班牙列和日本為疫情高發地區[11]。3月10日則改為強制隔離。
  - 3月12日，挪威列為疫情況高發地區。[12]
  - 7月10日，香港列為疫情況高發地區。
- 拒絕入境：
  - 自1月27日零時起，所有來自湖北省的非澳門居民及在入境澳門前14天內曾到湖北省的非澳門居民，須出示具由合法醫療機構發出的無感染新型冠狀病毒的醫生證明書才可入境，衛生局人員將依法核實有關醫生證明書，必要時會與發出證明書的醫療機構確認，如不能出示或未能核實有關醫生證明書人士將被拒絕入境澳門。[13]
  - 自2月20日零時起，入境澳門前14日曾經去到內地的外僱，需要在衛生當局指定的位於珠海市的地點進行醫學觀察十四天，並取得珠海市衛生部門發出的無感染新型冠狀病毒的醫生證明書後方可入境。部份無法取得上項所指的醫生證明書且無法返回始發地的外地僱員身份認別證持有者擬進入澳門特別行政區，需按照衛生當局的要求在指定的地點及時間進行醫學觀察。而衛生局可以基於一定條件下豁免外地僱員身份認別證持有者遵守上款所指的措施。[14]
  - 自3月18日起，禁止除中國、香港和台灣居民及外地僱員身份認別證持有者以外的所有非澳門居民入境[15]。
  - 自3月19日起，禁止除中國內地、香港、台灣居民身份的外地僱員身份認別證持有者以外的非澳門居民入境。
  - 自3月25日起，禁止所有除中國內地、香港和台灣居民以外的非澳門居民進入，以及禁止入境澳門前14日曾到過外國的中國內地、香港以及台灣居民進入。
  - 自5月11日起，禁止未持有為期7天的新型冠狀病毒核酸檢測呈陰性反應報告或採樣證明的非澳門居民進入。
  - 7月13日18時起，解除所有來自湖北省的非澳門居民及在入境澳門前14天內曾到湖北省的非澳門居民，須出示具由合法醫療機構發出的無感染新型冠狀病毒的醫生證明書才可入境的限制。
  - 12月1日起，所有除中國內地、香港和台灣居民以外的非澳門居民，以及曾到過外國的中國內地、香港以及台灣居民，可向衛生局局長申請豁免入境限制。
  - 2021年3月16日起，因應中国內地放寬在澳外籍人士入境中国內地的措施，澳門放寬獲中国簽證的外籍人士，離境後若在21天内未到過澳門或內地以外地區，在簽證有效期內再入境時，可毋須接受隔離[16]。
- 縮短或關閉出入境時間：
  - 關閘邊檢大樓︰1月27日起提早3小時關閉。5月3日起，恢復原有通關時間。
  - 外港客運碼頭與氹仔客運碼頭︰2月25日起開放時間調整為07:00至20:00。自2月20日起所有航班暫停服務後，所有出入境邊檢關閉。9月10日起，恢復往返深圳蛇口和澳門的航線，所有出入境邊檢隨即恢復。2022年12月30日起，恢復香港國際機場至澳門氹仔的航線。2023年1月8日起，恢復香港上環至澳門氹仔航線。
  - 港珠澳大橋澳門邊檢大樓：4月5日起珠澳旅檢大廳通關時間調整為10:00至20:00，出入境車道通關時間調整為06:00至22:00，港澳旅檢大廳通關時間調整為10:00至20:00。5月3日起，恢復珠澳旅檢大廳和出入境車道的原有通關時間。2023年1月8日，港澳出入境大堂恢復24小時服務。
  - 內港客運碼頭：自3月27日起所有航班暫停服務後，所有出入境邊檢關閉。8月20日起，恢復往返珠海的灣仔和澳門內港的航線，所有出入境邊檢隨即恢復。
  - 內港北舢舨碼頭：4月11日0時起停用。

## 出示核酸檢測陰性證明

### 進入澳門
2020年4月15日起，考慮到外國較多地方有疫情，為確保機組人員的健康及安全，要求航空公司禁止三種情況人士登機，相關措施是通過對方航空公司進行，目的是減少疾病在飛機上傳染到機組人員，甚至把病毒帶回澳門︰
- 入境人士是否符合本澳入境政策，因外籍人士不可入境，故不應允許他們登機；
- 要求入境人士出示7天內檢酸檢測為陰性的檢測報告才可上機；
- 要求航空公司為入境人士登機前進行體溫監測，發燒者不允許登機。

2020年5月11日，所有由內地入境澳門的人士，均須持有7日內病毒核酸檢測證明，有關證明可以以澳門健康碼或粵康碼顯示；若未能出示上述核酸證明者，澳門居民須即時接受核酸檢測，非澳門居民可被拒入境。
2020年7月13日12時起，所有乘搭港珠澳大橋穿梭巴士入境本澳的乘客須出示核酸檢測陰性證明。同日下午6時起，所有經港珠澳大橋由香港入境本澳的人士須出示7天內核酸檢測陰性證明，並進行14天醫學觀察。
2020年8月4日6時起，所有由香港入境澳門的人士均須持有72小時內新型冠狀病毒核酸檢測陰性證明。
2020年8月7日6時起，所有由香港入境澳門的人士均須持有24小時內新型冠狀病毒核酸檢測陰性證明。
2021年1月13日0時起，調整外國搭乘航機來澳旅客的核酸檢測陰性報告的有效期，由原來的採樣日期後7日，調整為報告日期後72小時內有效。以出發地的時間計。
2021年5月14日0時起，所有由台灣入境澳門時須持有72小時內的核酸陰性結果證明。
2021年6月7日10時起，所有來住廣東與澳門的人士須持有48小時內的核酸陰性結果證明。
2021年6月13日0時起，所有乘搭由浙江溫州來澳航班的人士持有72小時內的核酸陰性結果證明。
2021年6月21日0時起，所有由台灣入境澳門時須持有24小時內的核酸陰性結果證明。
2021年6月25日18時起，取消所有乘搭由浙江溫州來澳航班的人士持有72小時內的核酸陰性結果證明的措施，但須持有7天內的核酸陰性結果證明。
2021年7月10日0時起，恢復所有來住廣東與澳門的人士須持有7天內的核酸陰性結果證明的措施。
2021年8月3日15時30分起，所有離境人士須持有24小時內的核酸陰性結果證明。同日20時起，所有來住廣東與澳門的人士須持有24小時內的核酸陰性結果證明。
2021年8月4日6時起，所有來住廣東與澳門的人士須持有12小時內的核酸陰性結果證明。
2021年8月10日，所有擬乘坐往外地民航飛機的乘客，須出示48小時內作出的新型冠狀病毒核酸檢測陰性結果證明。同日6時起，所有來住廣東與澳門的人士須持有48小時內的核酸陰性結果證明。
2021年8月25日，所有來住廣東與澳門的人士須持有7天內內的核酸陰性結果證明。
2021年9月1日，所有經澳門國際機場來往澳門與中國內地的人士須持有7天內內的核酸陰性結果證明。
2021年9月26日0時起，所有離境人士須持有48小時核酸檢測陰性證明。(經珠澳口岸入境珠海除外)
2021年9月28日6時起，所有經珠澳口岸入境珠海人士除三類特定人士外，須持24小時內有效的核酸陰性結果證明，並須在指定地點隔離14天。
2021年10月7日0時起，所有由外國前來澳門的直航航班或聯程航班第一程飛機的12歲或以上人士在乘機前須出示核酸檢測陰性證明兼疫苗全程接種14天證明或不適合接種2019冠狀病毒病疫苗證明。有關證明須為國際旅行用途者或為中國駐當地使領館認可者。另外，從極高風險國家到澳人士須完成3次核酸檢測，每次檢測相隔至少24小時並不多於48小時，而從高風險國家到澳人士只須完成一次核酸檢測，並需持有48小時有效的核酸檢測陰性證明。
2021年10月19日中午12時起，所有經珠澳口岸入境珠海人士需持48小時內有效的核酸陰性結果證明，無須隔離和持有疫苗接種史證明。
2021年11月23日凌晨1時起，所有經珠澳口岸入境珠海人士改為需持7天內有效的核酸陰性結果證明方可入境珠海。另外，由香港入境澳門人士改為需持72小時內有效的核酸陰性結果證明，入境澳門隔離政策不變。
| 目的 | 時效(一律由採樣日後或作出報告日後起計) |
| --- | --- |
| 中國內地→澳門                                                                                                   | 7天內 |
| 澳門→珠海市 | 7天內 |
| 澳門→中國內地(珠海市除外)或外國                                                                                 | 7天內 |
| 台灣→澳門 | 24小時內 |
| 香港→澳門 | 72小時內 |
| 孟加拉、巴西、柬埔寨、印度、印尼、伊朗、尼泊爾、巴基斯坦、菲律賓、俄羅斯、南非、斯里蘭卡、坦桑尼亞、土耳其→澳門 | 在前來澳門的直航班機或聯程航班第一程班機登機前出示新冠 病毒7日內作出的三次核酸陰性檢測證明，以及一次血清IgM 抗體檢測陰性證明或新冠病毒疫苗接種憑證。 有關證明須為中國駐當地使領館認可的檢測機構所發出，且核 酸檢測陰性證明須為每次採樣相隔至少24小時且並不多於48小時內作出。同時須出示完成接種2019冠狀病毒病疫苗全程接種14天證明或不適合接種2019冠狀病毒病疫苗證明。 |
| 外國→澳門 | 預定航班時間前48小時內，須出示完成接種2019冠狀病毒病疫苗全程接種14天證明或不適合接種2019冠狀病毒病疫苗證明。 |

### 澳門境內
2020年7月14日上午6時起，所有由澳門出發客船和飛機的乘客必須出示7日內的新型冠狀病毒核酸檢測陰性證明，證明可透過澳門健康碼為之。
2020年7月15日0時起，任何進入娛樂場的客人，必須接受探熱、出示有效的健康碼及核酸檢測證明。
2021年3月3日0時起，任何進入娛樂場的客人，毋須出示核酸檢測證明。
2021年5月18日起，已接種2劑疫苗14日後的應檢人群將豁免定期病毒核酸檢測，應檢人群包括兩類：集體節慶、文娛、康體活動（例如：嘉年華、攤位遊戲、市集、文藝表演、音樂會、巡遊、節日慶典、美食攤位活動、體育比賽等）的凡不能戴口罩且不能保持2米距離的表演者、參賽者；400人以上團體餐飲活動參加者。上述措施發佈後將設2個月緩衝期，而2個月內政府將繼續為參加由公共部門舉辦大型集體活動人士為其參加者提供核酸檢測安排；7月18日起政府將不提供相關安排。

## 保障口罩供應
2020年初澳門出現首宗確診個案，衛生局宣佈推出保障口罩供應澳門居民計劃，由1月23日起，市民可持澳門永久／非永久居民身份證或外地僱員身份認別證到澳門56間協議藥房登記，每人每次購買10個（成人掛耳式）口罩，10日後可重複購買。
由2月12日第三次供應起，提供每位幼兒5個兒童口罩及5個成人口罩，或是10個成人口罩。政府亦與澳門本地的科研團隊合作，於中國內地設立口罩生產線，進一步保障供應。
由 2月18日起，因口罩於全球短缺，無法只提供掛耳式口罩，因此政府開始提供綁帶式口罩。
由5月22日起，因應6月1日小學一至三年級復課，調整兒童口罩供應安排：滿五週歲至八週歲（2011年5月23日至2015年5月31日期間出生）的兒童，每人每次可選擇購買10個兒童口罩、或5個兒童口罩和5個成人口罩、或10個成人口罩。
由7月31日第二十次供應起，調整口罩售賣期間至30日，每人一次性購買30個口罩，兒童口罩供應方面，滿5週歲至8週歲的兒童，每人每次可選擇購買30個兒童口罩、或15個兒童口罩和15個成人口罩、或30個成人口罩。至於滿3週歲至4週歲的兒童，每人每次可選擇購買15個兒童口罩和15個成人口罩，或30個成人口罩。第20輪保障口罩供應澳門居民計劃共售出1,650萬個口罩，累計20輪計劃共售出1億2千5百萬個口罩。
8月30日開始第二十一輪保障口罩供應澳門居民計劃，售賣期間為30日，至9月28日，期間每人可一次性購買30個口罩，售價共24澳門元。滿五周歲至八周歲的兒童，每人每次可選擇購買30個兒童口罩、或15個兒童口罩和15個成人口罩、或30個成人口罩。至於滿三周歲至四周歲的兒童，每人每次可選擇購買15個兒童口罩和15個成人口罩，或30個成人口罩。
2021年5月27日第三十輪保障口罩供應澳門居民計劃，衛生中心和衛生站將不再售賣口罩，兒童口罩改由56間協議藥房售賣。

### 協助在外地升學的澳門大學生購買口罩
高等教育局於2020年3月8日宣佈，與衛生局和郵電局合作，協助在外地升學的澳門大學生購買口罩。學生先於高教局網站上進行登記資料和預約購買時間，並且指定受託人，而受託人在指定地點購買完口罩後，可於現場經郵電局的郵寄服務寄送口罩。
自第十一輪保障口罩供應澳門居民計劃開始，郵電局不再提供現場郵寄服務。

### 口罩原產地
自疫情爆發以來，特區政府從全球超過15個國家和地區購買口罩，包括中國、越南、葡萄牙、匈牙利、印尼、澳洲、德國、瑞士、加拿大、秘魯、荷蘭、俄羅斯、西班牙等。澳門的疫情開始初期，由於內地疫情嚴峻，當時口罩的供應主要來自外地；隨著全球疫情大爆發後，全球口罩供應緊張，口罩供應則主要來自中國大陸。

### 補貼金額
2022年1月10日，立法會第二常設委員會分析及討論《審議〈二○二○年度預算執行情況報告〉 （页面存档备份，存于）》決議案，在2020年政府口罩保障計劃實際支出為四億元，收入僅為一億二千多萬元，即政府補貼二億七千九百萬元。

## 強制佩戴口罩
- 賭場：博企應博彩監察協調局要求，已於2月1日晚上11時起，要求所有進入娛樂場的人士佩戴口罩。若在娛樂場內不配戴口罩，場方有權要求相關人士離場。[27]
- 巴士：交通事務局指出因應“嚴重特殊傳染性肺炎”持續發展，為保障車長和乘客之健康及生命安全，由2月3日中午12時起，所有乘搭巴士之乘客必須佩戴口罩方可上車，否則車長有權拒絕乘客使用巴士服務。[28]
- 的士：交通事務局指出為保障的士司機及相關乘客之健康及生命安全，由2月3日起，的士乘客也必須佩戴口罩方可上車，否則司機有權拒絕乘客使用有關服務。[29]
- 輕軌：由2月3日13:00分起，乘客必須佩戴口罩方可上車，否則站務人員有權拒絕乘客使用有關服務。[30]
- 客船、金巴、港澳快線：2月3日下午宣佈，乘客必須全程佩戴口罩，否則拒載。

## 心理舒援措施
為了帮助因為疫情而受到心理影響的市民，政府多個部門推出心理熱線等相關的援助服務。
- 衛生局：心理舒緩服務（页面存档备份，存于）
- 社會工作局：心理支援熱線[13]
- 教青局：與9所輔導機構合作自2月3日起設立為學生輔導支援熱線[31]

## 其他衛生措施

### 清潔及消毒公共設施
因應香港出現經大樓公共管道傳播而感染的個案，市政署開於2月11日起開始對公共渠道進行消毒，以減低病毒傳播的可能。接住市政署也對公廁，行人道欄杆，行人天橋扶手梯，巴士站候車亭、遮雨棚、椅子及乘車信息牌等設施，亦對全澳各小販區進行清潔和消毒。

### 暫緩有風險人士捐血
衛生局損血中心於3月9日宣佈以下有風險人士暫緩捐血28天。，並且在捐血後28天內如果出現發燒、咳嗽、乏力、肌肉酸痛、腹瀉等相關徵狀，必須馬上通知捐血中心。
- 曾到訪武漢在內湖北省全境、南韓、意大利、伊朗、德國、法國、西班牙或日本的人士。
- 曾與新型冠狀病毒確診個案並於其出現病徵前2天及出現病徵時有密切接觸的人士。
- 曾被確診感染新型冠狀病毒的人士。

衛生局於3月25日宣佈，暫緩捐血加入以下人士：
- 曾往澳門以外任何地區的人士（日期由離開有關地區後起計），但不包括湖北以外的中國內地；
- 曾與新型冠狀病毒肺炎確診個案並於其出現病徵前2天及出現病徵時有密切接觸的人士。

衛生局於5月宣佈，暫緩捐血加入以下人士：
- 已接種滅活疫苗，包括國藥CNBG和科興CoronaVac的人士暫緩捐血間隔時間為完成每一劑接種翌日起計2天。
- 已接種其他疫苗，如信使核糖核酸（mRNA）疫苗和複製缺陷性腺病毒載體疫苗，包括復星醫藥與BioNTech「復必泰」和AstraZenca阿斯利康，暫緩捐血時間間隔為完成每一劑接種翌日起計14天。

### 抗原檢測試劑及止痛退熱類藥物限購措施
2022年12月13日，藥物監督管理局表示，已向藥房發出指引，對相關產品採取限購措施，包括每人每次限購五劑快速抗原檢測試劑及一盒止痛退熱類藥物。藥監局又稱，政府會分階段向市民發放防疫包，市民毋須過多採購儲備藥物，亦毋須爭購特定品牌的藥物，可購買同一成分的其他品牌藥物；如市民出現症狀，應按衛生局指引，到社區門診就診。

## 防疫指引
澳門政府為不同人士不同情況下的防疫需要制定了指引，供公共機構、商業機構和市民都提供參考和遵守，保障防疫的需要和其它需求之間的平衡。
- 抗疫專頁-防疫指引 （页面存档备份，存于）

| - 新冠病毒陰性檢測證明要求 （页面存档备份，存于） - 要求進入公共場所出示【澳門健康碼】的措施建議 （页面存档备份，存于） - 場所在澳門健康碼系統故障時的應對方案 （页面存档备份，存于） - 從香港自駕回澳人士的車輛處理指引 （页面存档备份，存于） - 豁免因防控新型冠狀病毒需要而作出的入境限制申請手續 （页面存档备份，存于） - 本澳具資格提供新冠病毒核酸檢測的機構 （页面存档备份，存于） - 由內地經澳門機場訪澳人士防疫要求和注意事項(繁體) （页面存档备份，存于） - 由内地经澳门机场访澳人士防疫要求和注意事项(简体) （页面存档备份，存于） - 由內地經海路訪澳人士防疫要求和注意事項(繁體) （页面存档备份，存于） - 由内地经海路访澳人士防疫要求和注意事项(简体) （页面存档备份，存于） - 給公眾的建議 （页面存档备份，存于） - 給前往醫療場所的巿民的建議 （页面存档备份，存于） - 掃墓指引 （页面存档备份，存于） - 給在中、高風險國家或地區生活、工作和就學的本澳居民之建議 （页面存档备份，存于） - 乘坐飛機的建議 （页面存档备份，存于） - 自疫情嚴重國家返澳人士使用特別渡輪服務須知 （页面存档备份，存于） | - 給在本澳工作的外地僱員的建議 （页面存档备份，存于） | - 室內公共設施的管理建議 （页面存档备份，存于） - 公園的管理建議 （页面存档备份，存于） - 給公共機構的建議 （页面存档备份，存于） - 體育設施的管理建議 （页面存档备份，存于） |
| 醫療機構及醫護人員 | 教育場所及社會住宿設施 | 旅遊業、博彩娛樂業及酒店業場所 |
| - 各地新型冠狀病毒傳播風險等級 （页面存档备份，存于） - 懷疑新型冠狀病毒感染的處理指引－供醫療機構使用 （页面存档备份，存于） - 給醫療機構就學或實習的學生的建議 （页面存档备份，存于） - 懷疑合併新型冠狀病毒肺炎的 多系統炎症綜合徵兒童與青少年患者通報指引 －供醫院使用 （页面存档备份，存于） - 給醫療機構的感染控制指引 （页面存档备份，存于） - 給綜合診所和診所的建議 （页面存档备份，存于） - 感染控制措施說明 （页面存档备份，存于） | - 給高等院校及學生的建議 （页面存档备份，存于） - 給避寒中心的管理建議 （页面存档备份，存于） - 給高等院校復課後的管理建議 （页面存档备份，存于） - 給托兒所、學校及同類場所的建議 （页面存档备份，存于） - 給日間社會服務設施及同類場所的管理建議 （页面存档备份，存于） - 給私立補充教學輔助中心及持續教育機構等同類場所的建議 （页面存档备份，存于） - 給社會住宿設施及同類場所的建議 （页面存档备份，存于） - 給學校開學後的管理建議 （页面存档备份，存于） - 給家長開學的建議 （页面存档备份，存于） - 給學校畢業典禮的建議 （页面存档备份，存于） | - 給旅遊業、酒店及博彩娛樂場所的建議 （页面存档备份，存于） - 給博彩業對員工及顧客的管理建議 （页面存档备份，存于） - 給旅客的建議 （页面存档备份，存于） - 給本澳居民旅行團的建議 （页面存档备份，存于） - 博彩娛樂場所內鮮風換氣衛生指引 （页面存档备份，存于） - 給酒店及其他住宿設施的環境和物品清潔消毒指引 （页面存档备份，存于） - 博彩娛樂場所的環境和設施消毒指引 （页面存档备份，存于） |
| 其他業界及場所 | 個人預防措施 | 環境衛生措施 |
| - 美食攤位活動的管理建議 （页面存档备份，存于） - 團體舉行餐飲活動的管理建議 （页面存档备份，存于） - 集體節慶、文娛、康體活動的管理建議 （页面存档备份，存于） - 冷鏈食品相關行業防控指引 （页面存档备份，存于） - 場所對持澳門健康碼紅碼及黃碼人士的管理建議 （页面存档备份，存于） - 給公共交通工具管理人員、操作人員和乘客的建議 （页面存档备份，存于） - 給機構對員工的管理建議 （页面存档备份，存于） - 給提供由新型冠狀病毒肺炎中、高風險國家或地區 啟程載客飛機服務航空公司的建議 （页面存档备份，存于） - 會議、講座、考試及同類型集體聚會的管理建議 （页面存档备份，存于） - 大型會議廳、會展場所及同類型場地的鮮風換氣衛生指引 （页面存档备份，存于） - 給航空公司及香港國際機場快船轉駁服務營運商有關旅客離澳指引 （页面存档备份，存于） - 給食肆的管理建議 （页面存档备份，存于） - 給零售業的管理建議 （页面存档备份，存于） - 不同崗位工作人員的標準防護裝備指引 （页面存档备份，存于） - 給商業場所復巿後對顧客的管理建議 （页面存档备份，存于）                                                    | - 自我健康管理的注意事項 （页面存档备份，存于） - 正確測量體溫指引 （页面存档备份，存于） - 口罩保潔指引 （页面存档备份，存于） - 一般巿民正確配戴和除脫外科口罩指引 （页面存档备份，存于） | - 住宅及商業大廈的環境和設施消毒指引 （页面存档备份，存于） - 公共場所空調通風系統運行管理指引 （页面存档备份，存于） - 家居消毒指引 （页面存档备份，存于） |
| 醫學觀察 | | |
| - 預防新型冠狀病毒肺炎－指定酒店醫學觀察須知 （页面存档备份，存于） - 因休漁期返澳登岸人士醫學觀察須知 （页面存档备份，存于） - 居家醫學觀察須知 （页面存档备份，存于） - 居家醫學觀察收集喉部唾液樣本須知 （页面存档备份，存于） | | |

## 醫療安排

### 隔離措施

#### 巴士共同軌跡定義
衛生局傳染病防制暨疾病監測部協調員梁亦好解釋巴士共同軌跡的定義分3類，分別是曾與確診者同時身處同一車廂的乘客、於確診患者上車時落車的乘客，以及確診患者落車後首 2個巴士站上車的乘客。
繁忙時段或會有乘客於巴士車廂前方落車或後方上車，基於安全性考慮，會將有關站點列為有共同軌跡，她又稱考慮到確診患者曾污染車廂，因此將確診患者落車後首 2站上車的乘客列為有共同軌跡，她強調當局純粹從科學上最大可能地將相關人士列為共同軌跡，但指出沒有準確數據確認其他人完全安全，但可避免有大量市民因風險不高但被政府安排接受醫學觀察。

### 指定醫院
所有相關新型冠状病毒肺炎的求診者及疑似病例患者，均會被送往仁伯爵综合医院進行檢測。
在疫情期間共安排17架救護車（包括救護車及救護巴士）運送新型冠状病毒肺炎疑似個案。截至2020年4月23日中午，消防局運送的疑似個案有1,315宗（共1,977人），救護車總行車里數約有40,300公里。

### 快速抗原自我檢測試劑保障供應計劃
2022年12月5日，因應疫情發展，抗原檢測作為防疫的重要輔助措施，為使居民有更穩定及便捷的途徑購買快速抗原自我檢測試劑，推出“保障快速抗原自我檢測試劑供應澳門居民計劃”。首次計劃時間為2022年12月6日至2023年1月4日，計劃詳情如下：
- 配售期間每人可一次性購買5份快速抗原自我檢測試劑（每份即為供一次使用的試劑套裝），合共20澳門元。
- 對象包括居民、外地僱員和持澳門各高等院校學生證的非本地學生。
- 配售地點包括衛生局55間協議藥房；澳門婦女聯合總會5個服務點。

## 分區分級精準防控方案

### 分區分級精準防控演習
分區分級精準防控演習是新型冠狀病毒感染應變協調中心聯同民防行動中心以及政府跨部門（包括治安警察局、消防局、社會工作局、市政署等部門）於3月17日上午9時至下午1時在石排灣公屋群樂群樓第一座舉行演習，模擬澳門新增一例不明源頭本地感染的2019冠狀病毒病確診病例，經跨部門評估認為該個案對社區爆發風險極高，因此啟動分區分級精準防控管理方案，民防行動中心亦啟動全面運作模式。演習方面，對該爆疫的住宅大廈進行圍封，設立登記站、臨時核酸檢測站及臨時物資配送點，並對該大廈進行病毒環境採樣和大規模深層清潔。

### 分區分級精準防控方案

#### 相關措施
紅碼區管制措施包括：就地進行核酸檢測，及後每日做核酸檢測，除工作人員外，其餘人士只准進入不准外出，只能最低限度活動，例如在指定地點領取配給品；實行全限制封閉式管理，並根據實際情況就地隔離醫學觀察或轉移至適當地點接受集中管理醫學觀察。
黃碼區措施包括：黃碼區內人士的健康碼將轉為黃碼，並於現場即時進行核酸檢測，首次核酸檢測24小時內完成，在完成首次核酸檢測前，不准外出；其他限制措施包括實施離境限制，並需進行最少14天的每日一檢、密切健康監測及自我健康管理。